# Cathédrale de Fabriano
La cathédrale de Fabriano est une église catholique romaine de Fabriano, en Italie. Il s'agit de la cathédrale du diocèse de Fabriano-Matelica.